# Aeolesthes
Aeolesthes is een kevergeslacht uit de familie van de boktorren (Cerambycidae). De wetenschappelijke naam van het geslacht werd voor het eerst geldig gepubliceerd in 1890 door Gahan.

## Soorten
Aeolesthes omvat de volgende soorten:
- Aeolesthes uniformis Pic, 1933
- Aeolesthes aureopilosa Gressitt & Rondon, 1970
- Aeolesthes aurosignatus Pic, 1915
- Aeolesthes chrysophanes Gressitt & Rondon, 1970
- Aeolesthes chrysothrix (Bates, 1873)
- Aeolesthes malayanus Hayashi, 1979
- Aeolesthes multistriatus Hayashi, 1979
- Aeolesthes mutabiliaurea (Chiang, 1951)
- Aeolesthes ningshanensis Chiang, 1981
- Aeolesthes pericalles Gressitt & Rondon, 1970
- Aeolesthes rufimembris Pic, 1923
- Aeolesthes achilles (Thomson, 1865)
- Aeolesthes ampliata Gahan, 1890
- Aeolesthes aurifaber (White, 1853)
- Aeolesthes basicornis Gahan, 1893
- Aeolesthes curticornis Hüdepohl, 1988
- Aeolesthes externa (Pascoe, 1869)
- Aeolesthes fulgens Schwarzer, 1926
- Aeolesthes holosericea (Fabricius, 1787)
- Aeolesthes indicola (Bates, 1891)
- Aeolesthes induta (Newman, 1842)
- Aeolesthes inhirsutus Matsushita, 1932
- Aeolesthes langsonius (Fairmaire, 1895)
- Aeolesthes laosensis Gressitt & Rondon, 1970
- Aeolesthes mariae (Thomson, 1878)
- Aeolesthes perplexa Gahan, 1890
- Aeolesthes psednothrix Gressitt & Rondon, 1970
- Aeolesthes sarta (Solsky, 1871)
- Aeolesthes sinensis Gahan, 1890
- Aeolesthes sticheri Hüdepohl, 1989
- Aeolesthes textor (Pascoe, 1869)